# Gloria Jones
Gloria Richetta Jones (19 de octubre de 1945, Cincinnati, Ohio), conocida como Gloria Jones, es una cantante y compositora estadounidense afroestadounidense afincada en Los Ángeles. En 1964 grabó la primera versión del tema "Tainted Love", popularizada años más tarde por el dúo británico de synthpop, Soft Cell. Fue pareja sentimental de Marc Bolan, líder de la banda de glam rock T. Rex hasta el fallecimiento de este en 1977.

## Biografía
Jones nació en Cincinnati, aunque se mudó a Los Ángeles a la edad de siete años. Comenzó a cantar siendo muy joven y con tan solo catorce años fundó junto a Frankie Kahrl y Billy Preston un exitoso grupo de gospel conocido como the Cogic Singers, con los que grabó el álbum It's a Blessing. Aunque permaneció con el grupo durante cuatro años, pronto se sintió atraída por la escena pop de Los Ángeles.
En 1964, Jones fue descubierta por el compositor Ed Cobb. Publicó Heartbeat Pts 1 & 2, su primer álbum en solitario, producido y escrito por Cobb ese mismo año y que resultó un éxito, saliendo de gira por todo Estados Unidos y participando en numerosos programas de televisión. Heartbeat se convirtió en un clásico del rhythm and blues y fue posteriormente versionado por Dusty Springfield o Spencer Davis, entre muchos otros.[cita requerida]
Uno de los temas de Cobb que Jones grabó para Uptown Records, sello discográfico subsidiario de Capitol/EMI, fue "Tainted Love". Años más tarde, Marc Almond, integrante del dúo Soft Cell, escuchó la canción en un club de Irlanda del Norte y decidió grabar una versión. El sencillo de Soft Cell se convirtió en un éxito mundial, alcanzando el número 1 en 17 países. Las grabaciones de Jones para Uptown Records se recogieron en el álbum Come Go with Me, publicado en 1966. En 1968, se unió al elenco de Catch My Soul, una versión rock y soul de Otelo, junto a Jerry Lee Lewis, The Blossoms y Dr. John. Posteriormente se unió al reparto del musical Hair, en Los Ángeles.[cita requerida]
Jones comenzó a trabajar como compositora bajo el seudónimo de LaVerne Ware en la Motown Records, donde escribió temas para artistas como The Supremes, Marvin Gaye, Diana Ross, Gladys Knight & the Pips, Commodores, The Four Tops o The Jackson 5.[cita requerida]
En 1970, hizo coros para el álbum debut de Ry Cooder. El mayor éxito escrito por Jones fue "If I Were Your Woman" para Gladys Knight and the Pips, nominado a un Grammy en 1971. Jones dejó Motown en 1973, tras publicar el álbum Share My Love.

### Relación con Marc Bolan

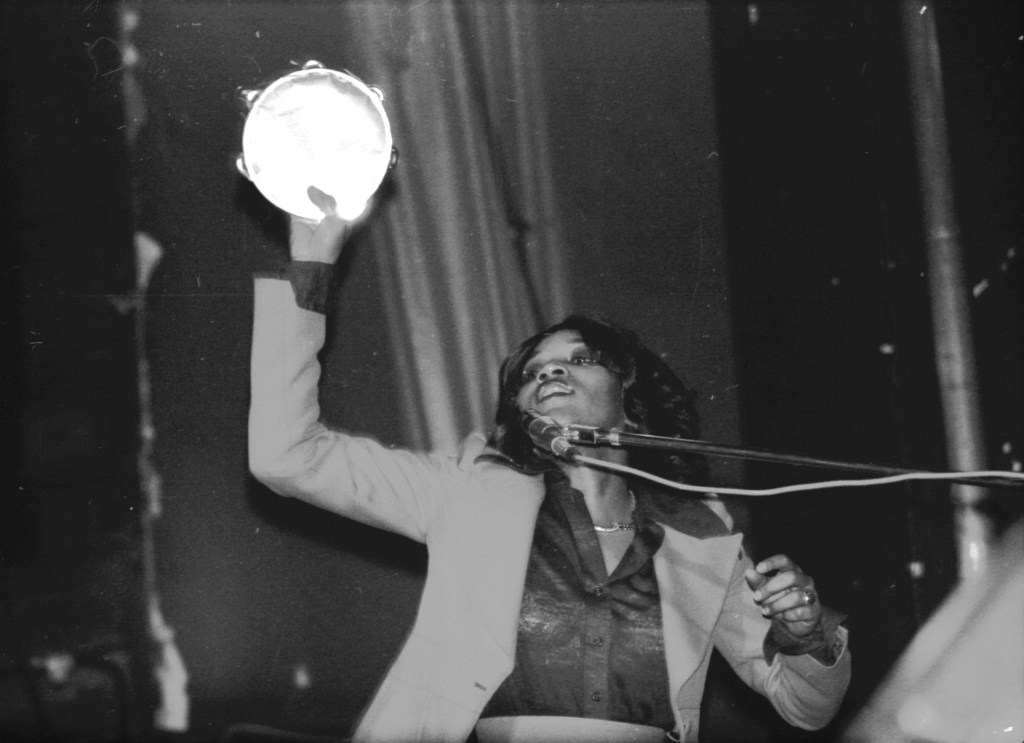
Gloria Jones, en 1976.

Jones conoció en 1969 a Marc Bolan, de T. Rex, durante la representación del musical Hair, en Los Ángeles. En 1972, volvieron a coincidir cuando Jones fue contratada para hacer coros en un concierto de la banda en el Winterland Ballroom de San Francisco.[cita requerida]
Poco después de unirse a la banda, Jones y Bolan comenzaron una relación de pareja, fruto de la cual nació el hijo de ambos, Rolan Bolan, el 26 de septiembre de 1975. Gloria Jones formó parte de T.Rex como corista entre 1973 y 1977. Una interpretación suya de "Dock of the Bay" aparece como bonus track en el álbum de T.Rex, Bolan's Zip Gun. Jones publicó en 1976 el álbum Vixen, interpretando varias canciones escritas y producidas por Bolan.[cita requerida]
En 1977, Jones trabajó con el grupo Gonzales, produciendo varios de sus sencillos y escribiendo para ellos "Haven't Stopped Dancing Yet".[cita requerida]
La madrugada del 16 de septiembre de 1977, Jones conducía un Mini 1275 GT por el distrito londinense de Barnes, cuando el vehículo sufrió un grave accidente que le costó la vida a Marc Bolan. Ella se rompió la mandíbula y fue encontrada sobre el capó del coche mientras que Bolan salió despedido y fue hallado en la carretera. Meses más tarde, Jones compareció ante un tribunal londinense para responder por el accidente.[cita requerida]

### Tras la muerte de Bolan

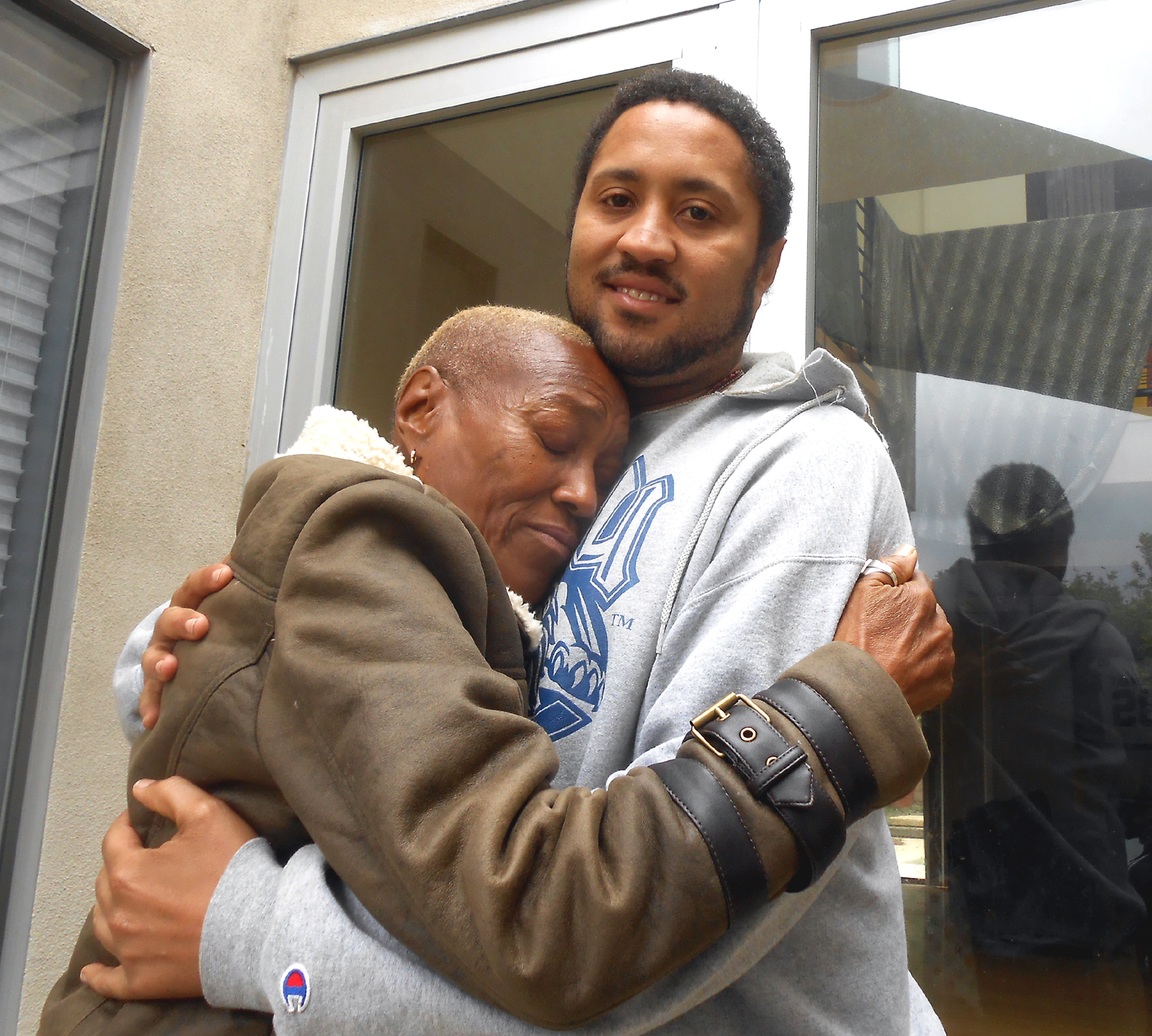
Gloria Jones con su hijo Rolan Bolan, en el 2014.

Tras la muerte de Bolan, Jones volvió junto con su hijo a Los Ángeles, donde se instaló con su familia.
En 1978, publicó el álbum Windstorm, en cuya contraportada se incluyó la dedicatoria "En memoria del padre de mi hijo, Marc Bolan, a quien extrañamos mucho." El sencillo "Bring on the Love" fue un éxito en las listas R&B de Estados Unidos.[cita requerida]
Jones continuó en la industria musical durante varios años más. En 1981, publicó "Reunited", producido por Ed Cobb. También colaboró con Billy Preston en el álbum reunión del grupo Cogic, en 1984.
En septiembre de 1984, se integró como corista en la Jerry Garcia Band, donde permaneció hasta el último concierto de la banda, el 23 de abril de 1995.[cita requerida]

## Discografía

### Álbumes de estudio en solitario
- 1966 – Come Go with Me
- 1973 – Share My Love
- 1976 – Vixen
- 1978 – Windstorm
- 1982 – Reunited

### Con T. Rex
- 1974 – Zinc Alloy and the Hidden Riders of Tomorrow
- 1974 – Light of Love
- 1975 – Bolan's Zip Gun
- 1976 – Futuristic Dragon
- 1977 – Dandy in the Underworld

### Con The COGIC'S
- 1966 – It's a Blessing
- 1984 – The COGIC'S

### Con Jerry Garcia Band
- 1991 – Jerry Garcia Band
- 2001 – Shining Star
- 2004 – Pure Jerry: Lunt-Fontanne, New York City, October 31, 1987
- 2004 – Pure Jerry: Lunt-Fontanne, New York City, The Best of the Rest, October 15–30, 1987
- 2013 – Garcia Live Volume Two
- 2013 – Fall 1989: The Long Island Sound
- 2015 – On Broadway: Act One – October 28th, 1987

### Como compositora y productora
| Song                                              | Artist                           | Date | Writer(s)                               | Producer                    |
| ------------------------------------------------- | -------------------------------- | ---- | --------------------------------------- | --------------------------- |
| "Bad Seed"                                        | Chris Clark                      | 1969 | Gloria Jones, Pam Sawyer                |                             |
| "Black Mail"                                      | David Ruffin                     | 1969 | Gloria Jones, Pam Sawyer                | Henry Cosby                 |
| "Teenage Symphony"                                | Jackson 5                        | 197- | Gloria Jones, Hal Davis, Marilyn McLeod | Hal Davis                   |
| "I Ain't Goin' Nowhere"                           | Junior Walker & The All Stars    | 197- | Gloria Jones, Pam Sawyer                |                             |
| "If I Can't Love You Then I Can't Love Me"        | Eddie Kendricks                  | 197- | Gloria Jones, Pam Sawyer                | Gloria Jones                |
| "Nothing Is Real"                                 | Eddie Kendricks                  | 197- | Gloria Jones, Pam Sawyer                | Gloria Jones                |
| "Piece of Clay"                                   | Marvin Gaye                      | 197- | Gloria Jones                            | Gloria Jones                |
| "My Love Is Yours"                                | The Sisters Love                 | 197- | Gloria Jones, Josef Powell              |                             |
| "You've Got My Mind"                              | The Sisters Love                 | 197- | Gloria Jones, Pam Sawyer                |                             |
| "When My Love Hand Comes Down"                    | David & Jimmy Ruffin             | 1970 | Gloria Jones, Pam Sawyer                |                             |
| "Your Love Was Worth Waiting For"                 | David & Jimmy Ruffin             | 1970 | Gloria Jones, Pam Sawyer                |                             |
| "Black Mail"                                      | Bobby Taylor & the Vancouvers    | 1970 | Gloria Jones, Pam Sawyer                |                             |
| "Christmas Won't Be the Same This Year"           | Jackson 5                        | 1970 | Gloria Jones, Pam Sawyer                | Hal Davis                   |
| "2-4-6-8"                                         | Jackson 5                        | 1970 | Gloria Jones, Pam Sawyer                | The Corporation             |
| "If I Were Your Woman"                            | Gladys Knight & The Pips         | 1970 | Gloria Jones, Pam Sawyer, Clay McMurray | Clay McMurray               |
| "Just Seven Numbers (Can Straighten Out My Life)" | Four Tops                        | 1970 | Gloria Jones, Pam Sawyer                |                             |
| "Earthquake"                                      | Martha Reeves & The Vandellas    | 1970 | Gloria Jones, Pam Sawyer, John Bristol  | John Bristol                |
| "Let's Go Back to Day One"                        | Eddie Kendricks                  | 1971 | Gloria Jones, Patrice Holloway          |                             |
| "Take Me Girl, I'm Ready"                         | Rahsaan Roland Kirk              | 1971 | Gloria Jones, Pam Sawyer, John Bristol  | Joel Dorn                   |
| "Have I Lost You"                                 | The Supremes                     | 1971 | Gloria Jones, Pam Sawyer                | Gloria Jones                |
| "I Ain't That Easy to Lose"                       | The Supremes                     | 1971 | Gloria Jones, Pam Sawyer                | Clay McMurray               |
| "Don't Tell Me I'm Crazy"                         | Edwin Starr & The Fantastic Four | 1972 | Gloria Jones, Pam Sawyer                |                             |
| "I Don't Need No Reason"                          | Junior Walker & The All Stars    | 1973 | Gloria Jones, Pam Sawyer                |                             |
| "I Don't Need No Reason"                          | The Miracles                     | 1973 | Gloria Jones, Pam Sawyer                |                             |
| "Take Me Girl, I'm Ready"                         | Junior Walker & The All Stars    | 1973 | Gloria Jones, Pam Sawyer, John Bristol  |                             |
| "I'm Learning to Trust My Man"                    | The Sisters Love                 | 1973 | Gloria Jones, Pam Sawyer                |                             |
| "Where Do You Go (Baby)"                          | Eddie Kendricks                  | 1973 | Gloria Jones, Pam Sawyer                | Gloria Jones, Pam Sawyer    |
| "There's a Lesson to Be Learned"                  | Gladys Knight & The Pips         | 1973 | Gloria Jones, Pam Sawyer                | Clay McMurray               |
| "A Million to One"                                | Jermaine Jackson                 | 1973 | Phil Medley                             | Gloria Jones, Pam Sawyer    |
| "Give Me Your Love"                               | The Sisters Love                 | 1973 | Curtis Mayfield                         | Gloria Jones                |
| "(I Could Never Make) A Better Man Than You"      | The Sisters Love                 | 1973 | Gloria Jones, Janie Bradford            | Gloria Jones                |
| "Master of My Mind"                               | Gladys Knight & The Pips         | 1974 | Gloria Jones, Pam Sawyer, Clay McMurray | Clay McMurray               |
| "It's Too Late To Change The Time"                | Jackson 5                        | 1974 | Gloria Jones, Pam Sawyer                | Hal Davis                   |
| "Do It Again"                                     | New Birth                        | 1974 | Gloria Jones, Pam Sawyer                | Harvey Fuqua                |
| "The Assembly Line"                               | The Commodores                   | 1974 | Gloria Jones, Pam Sawyer                | Gloria Jones, Pam Sawyer    |
| "The Zoo (The Human Zoo)"                         | The Commodores                   | 1974 | Gloria Jones, Pam Sawyer                | Gloria Jones, Pam Sawyer    |
| "My Mistake (Was to Love You)"                    | Diana Ross & Marvin Gaye         | 1974 | Gloria Jones, Pam Sawyer                | Hal Davis                   |
| "Let's Go Back to Day One"                        | Mahogany Soundtrack              | 1975 | Gloria Jones, Patrice Holloway          | Gil Askey                   |
| "No One Could Love You More"                      | Gladys Knight & The Pips         | 1975 | Gloria Jones, Pam Sawyer                | Johnny Bristol              |
| "All We Need Is a Miracle"                        | Gladys Knight & The Pips         | 1975 | Gloria Jones, Pam Sawyer                | Bobby Taylor                |
| "Don't Tell Me I'm Crazy"                         | Gladys Knight & The Pips         | 1975 | Gloria Jones, Pam Sawyer                | Bobby Taylor                |
| "I Hate Myself for Loving You"                    | Gladys Knight & The Pips         | 1975 | Gloria Jones, Pam Sawyer                | Bobby Taylor                |
| "It's Bad for Me to See You"                      | Yvonne Fair                      | 1975 | Gloria Jones, Pam Sawyer                | Gloria Jones, Pam Sawyer    |
| "I Ain't That Easy to Lose"                       | Bettye Swann                     | 1975 | Gloria Jones, Pam Sawyer                | Mickey Buckins              |
| "Love Is Lovelier"                                | Walter Jackson                   | 1976 | Gloria Jones, Pam Sawyer                | Carl Davis                  |
| "I've Got It Bad Feelin' Good"                    | Walter Jackson                   | 1976 | Gloria Jones, Pam Sawyer                | Carl Davis                  |
| "If I Ever Lose This Heaven"                      | G.C. Cameron                     | 1976 | Gloria Jones, Pam Sawyer                |                             |
| "Haven't Stopped Dancing Yet"                     | Gonzalez                         | 1976 | Gloria Jones                            | Gloria Jones, Richard Jones |
| "Rockin' on My Porch"                             | Jackson Sisters                  | 1976 | Gloria Jones, Pam Sawyer                |                             |
| "Sweet Beginnings"                                | Marlena Shaw                     | 1977 | Gloria Jones, John Bettis               |                             |
| "Brandy (You're a Fine Girl)"                     | Gonzalez                         | 1977 | Gloria Jones                            | Gloria Jones                |
| "Just Let It Lay"                                 | Gonzalez                         | 1977 | Gloria Jones                            | Gloria Jones                |
| "Share My Love"                                   | Rare Earth                       | 1977 | Gloria Jones, Janie Bradford            |                             |
| "Tin Can People"                                  | Rare Earth                       | 1977 | Gloria Jones, Beverly Gardner           |                             |
| "You"                                             | Billy Preston                    | 1979 | Gloria Jones, Richard Jones             | Billy Preston               |
| "One Day I'll Marry You"                          | Jackson 5                        | 1979 | Gloria Jones, Pam Sawyer                |                             |

## Filmografía
| Año  | Película             | Rol         |
| ---- | -------------------- | ----------- |
| 2013 | 20 Feet from Stardom | Ella misma. |